# Чернов, Фёдор Григорьевич
Фёдор Григорьевич Чернов (ок. 1781 — 5 (17) октября 1869) — российский предприниматель, купец первой гильдии города Елабуги, меценат, потомственный почётный гражданин, один из крупнейших меценатов Прикамья.

## Биография
Родился около 1781 года в селе Рыбная Слобода Лаишевского уезда Казанской губернии. Был единственным сыном государственного крестьянина Григория Фёдоровича Чернова (ок. 1754—после 1816) и его жены Вассы Михайловны (ок. 1753—после 1816). В 1797 году земли при селе Рыбная Слобода были пожалованы генерал-майору М. И. Донаурову. Получив вольную, Фёдор Григорьевич переехал с семьей в г. Елабугу. 
В 1815 году Чернов был зачислен в елабужское купечество. Разбогател на торговле зерном. В начале XIX века Ф.Г. Чернов выкупил принадлежавшие малмыжскому и елабужскому лесопромышленникам Кронфельду и Мясоедову леса вдоль реки Сюгинки и в 1835 году основал Сюгинский стеклоделательный завод. Однако в 1842 году продал предприятие крупному землевладельцу Александру Евграфовичу Лебедеву, поскольку тот владел стекольными заводами в Вятской, Казанской и Нижегородской губерниях и имел опыт производства и торговли в этой сфере. 
Основал «Благотворительный Черновский комитет», профинансировал строительство более 30 храмов в Елабужском, Глазовском, Малмыжском и Сарапульском уездах. Множество церквей было возведено в удмуртских и марийских селах для приобщения этих народов к православию. Известно также, что Федор Григорьевич пожертвовал 20 тысяч рублей на строительство православного храма в форте Петровском (ныне г. Махачкала). А на проценты с оставленных по завещанию благотворителя 75 тысяч рублей каждые пять лет должны были строиться церкви в Казанской и Уфимской губерниях.
Как пишет И. Н. Зайцева, работавшая с личной перепиской купца Ф. Г. Чернова, личные источники характеризуют его как "человека горячо верующего, делового, оборотистого".
Смерть сына Дмитрия ускорила уход Фёдора Григорьевича Чернова. Согласно метрической записи, он умер 5 октября 1869 года в 89 лет. Был отпет в Спасском соборе города Елабуги и похоронен на Троицком кладбище близ некогда построенной им церкви.

#### Награды
В 1848 году Федор Григорьевич Чернов был награжден орденом Святой Анны III степени. Кроме того, он получил от Министерства внутренних дел золотую медаль «За усердие», имел и другие золотые медали на Аннинской, Владимирской и Андреевской лентах.

### Семья
Жена (с 1 ноября 1798 года) — Анастасия Семеновна (1780—11.09.1842), дочь крестьянина с. Рыбная Слобода. Имели детей:
- Евдокия Фёдоровна (род. ок. 1801 г., с. Рыбная Слобода), 18 сентября 1821 года[6] вышла замуж за вятского мещанина Николая Александровича Репина. В 1829 году в браке родился сын Павел, он женился на Анне Ивановне Шишкиной, сестре знаменитого художника-живописца Ивана Ивановича Шишкина.
- Екатерина (род. ок. 1809 г., с. Рыбная Слобода)
- Анна (род. ок. 1811 г., с. Рыбная Слобода)
- Иван (род. 1 января 1815 г., г. Елабуга)
- Семен (род. 3 февраля 1818 г., г. Елабуга)
- Пелагея (род. 1 октября 1819 г., г. Елабуга)
- Дмитрий Фёдорович (род. 24 октября 1822[7] — 13 сентября 1869[8]), был дважды женат, умер «от паралича» в 46 лет, оставив после себя наследников, одним из которых и был его сын Сергей Дмитриевич Чернов, который открыл в 1875 году в Елабуге коммерческую библиотеку для чтения

## Проекты «Благотворительного Черновского комитета»
В 1847 г. меценат направляет заявление в Елабужский городской магистрат, в котором сообщает, что неизвестное лицо передало ему 150 тыс. руб. на постройку 5 каменных церквей в дальних удмуртских селениях. В дальнейшем эта сумма неоднократно увеличивалась. К 1848 г. она составила 200 тыс. рублей серебром. он сам выбрал проект постройки храма, давал советы по поводу закладки фундамента, закупал плиты и отправлял их на 10-ти подводах в глухой Глазовский край. В одном из писем за 1857 г. он сообщал, что договорился для росписи церкви с известным резчиком Евтихсеем Смирновым. Всего была построена 21 каменная церковь, среди которых:
- Свято-Троицкая церковь, село Варзи-Ятчи
- Христорождественская церковь, село Мещеряково
- Двенадцати-Апостольская церковь, село Ежево
- Казанско-Богородицкая церковь, село Старые Зятцы
- Петропавловская церковь, село Александрово
- Свято-Троицкая церковь, село Валамаз
- Петропавловская церковь, село Большая Норья
- Христорождественская церковь, село Кекоран
- Покровская церковь, село Большая Кибья
- Введенско-Богородицкая церковь, село Нынек
- Успенско-Богородицкая церковь, село Старый Мултан
- Царево-Константиновская церковь, село Селты
- Петропавловская церковь, село Тыловыл-Пельга
- Свято-Троицкая церковь, с. Бураново (Бурангурт)